# Combined Counties Football League

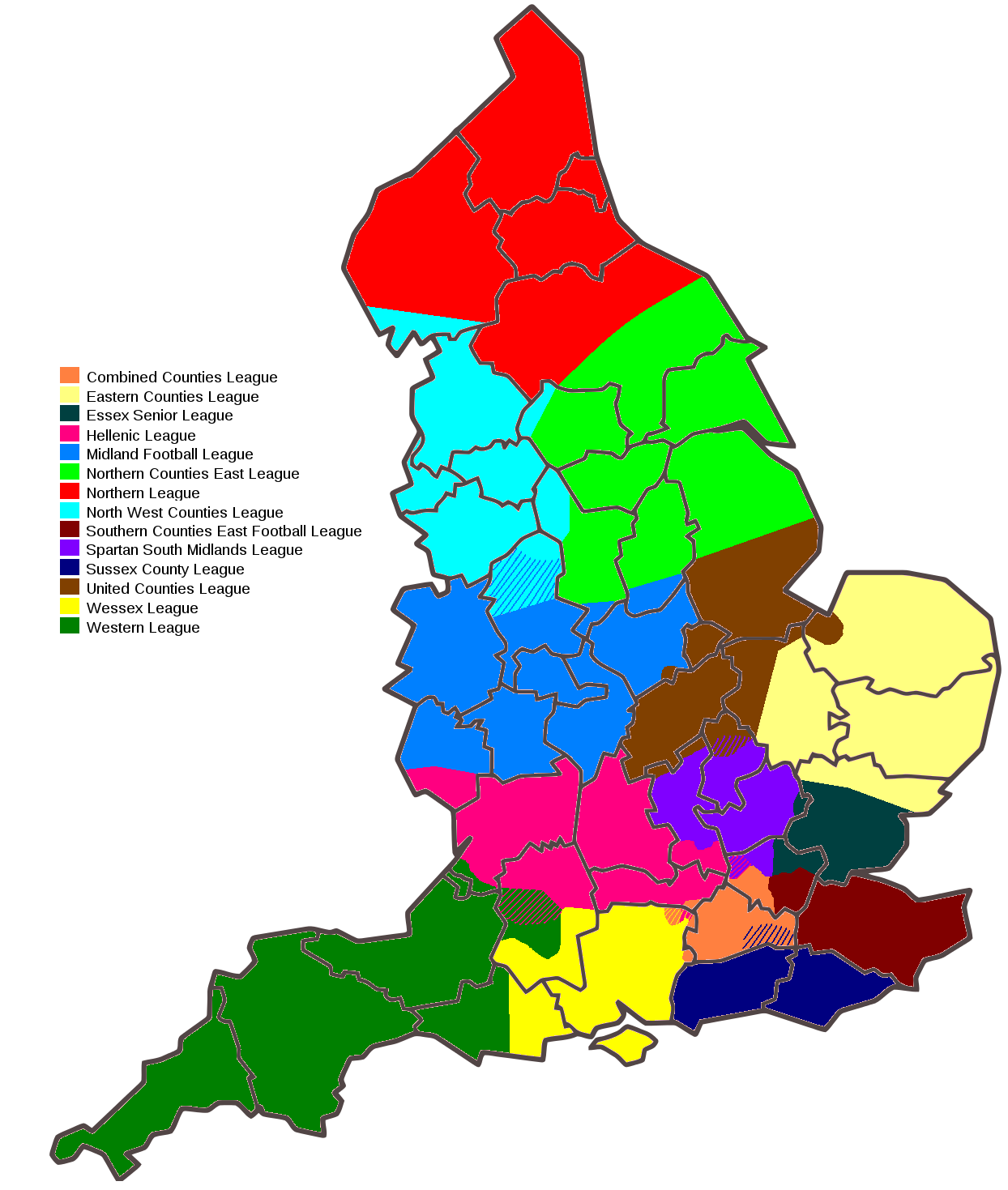
De Engelse voetbalregio's, met de Combined Counties in het oranje

De Combined Counties Football League is een Engelse regionale voetbalcompetitie voor clubs uit de regio's Berkshire, Hampshire, Londen, Middlesex, Surrey en Guernsey. De competitie bestaat uit twee divisies, waarvan de hoogste divisie deel uitmaakt van het negende niveau in de Engelse voetbalpiramide.
Clubs die bij de eerste drie in de Premier Division eindigen kunnen eventueel promoveren naar de Isthmian League of de Southern League, mits zij aan een reeks eisen voldoen. De drie laagst geklasseerde clubs komen in aanmerking voor degradatie naar Division One. De drie hoogst geklasseerde clubs in Division One kunnen eventueel promoveren als zij voldoen aan de criteria. De clubs die op de onderste twee plaatsen eindigen komen in aanmerking voor degradatie naar de Middlesex County League, de Reading League of de Surrey Elite Intermediate League.

## Geschiedenis
De competitie werd opgericht in 1978 toen de Surrey Senior League te maken kreeg met grote hervormingen, met als doel om aantrekkelijker te worden voor clubs uit andere regio's. De nieuwe competitie werd in eerste instantie de Home Counties League genoemd, maar toen dit tot protesten leidde werd in 1979 de huidige naam aangenomen.
In het seizoen 1981/82 waren er te veel clubs voor één divisie, dus werd besloten om de divisie op te splitsen in de gelijkwaardige Division West en Division East. Voor het algehele kampioenschap werd een beslissingswedstrijd gespeeld tussen de kampioenen van beide divisies.
In 1984 werd de competitie een leverancier voor de Isthmian League, en sinds de herstructurering van het National League System in 2004 is promotie naar de Southern League ook mogelijk, afhankelijk van de geografische ligging van de betreffende club(s).
De tweede divisie bestaat sinds 2003, toen de voormalige Surrey Premier League werd omgedoopt tot de Premier Division van de Combined Counties League. De reeds bestaande divisie werd daarmee Division One.

## Kampioenen
Vanaf het seizoen 1978/79 was de competitie bekend als de Home Counties League.
| Seizoen | Kampioen                      |
| ------- | ----------------------------- |
| 1978/79 | British Aerospace (Weybridge) |
| 1979/80 | Guildford & Worplesdon        |
| 1980/81 | Malden Town                   |

Voor het seizoen 1981/82 werd de competitie opgesplitst in twee divisies.
| Seizoen | Division West | Division East | Championship Playoff   |
| ------- | ------------- | ------------- | ---------------------- |
| 1981/82 | Ash United    | Malden Town   | Ash United won met 3–0 |

Vanaf het seizoen 1982/83 bestond de competitie weer uit één divisie.
| Seizoen | Kampioen                      |
| ------- | ----------------------------- |
| 1982/83 | Hartley Wintney               |
| 1983/84 | Godalming Town                |
| 1984/85 | Malden Vale                   |
| 1985/86 | British Aerospace (Weybridge) |
| 1986/87 | Ash United                    |
| 1987/88 | British Aerospace (Weybridge) |
| 1988/89 | British Aerospace (Weybridge) |
| 1989/90 | Chipstead                     |
| 1990/91 | Farnham Town                  |
| 1991/92 | Farnham Town                  |
| 1992/93 | Peppard                       |
| 1993/94 | Peppard                       |
| 1994/95 | Ashford Town (Middlesex)      |
| 1995/96 | Ashford Town (Middlesex)      |
| 1996/97 | Ashford Town (Middlesex)      |
| 1997/98 | Ashford Town (Middlesex)      |
| 1998/99 | Ash United                    |
| 1999/00 | Ashford Town (Middlesex)      |
| 2000/01 | Cove                          |
| 2001/02 | AFC Wallingford               |
| 2002/03 | Withdean 2000                 |

Sinds het seizoen 2003/04 bestaat de competitie uit de Premier Division en Division One.
| Seizoen | Premier Division       | Division One      |
| ------- | ---------------------- | ----------------- |
| 2003/04 | AFC Wimbledon          | AFC Guildford     |
| 2004/05 | Walton Casuals         | Coney Hall        |
| 2005/06 | Godalming Town         | Warlingham        |
| 2006/07 | Chipstead              | Farnham Town      |
| 2007/08 | Merstham               | Staines Lammas    |
| 2008/09 | Bedfont Green          | Staines Lammas    |
| 2009/10 | North Greenford United | Mole Valley SCR   |
| 2010/11 | Guildford City         | Worcester Park    |
| 2011/12 | Guildford City         | Guernsey          |
| 2012/13 | Egham Town             | Frimley Green     |
| 2013/14 | South Park             | Spelthorne Sports |